# Zseny József
Zseny József (Kiskunhalas, 1860. augusztus 12. – Budapest, 1931. augusztus 29.) jogász, Pest vármegye aljegyzője, az Országos Rákóczi Szövetség és a Magyar Iparművészeti Társaság egyik alapítója.

## Élete
Kiskunhalasi református nagybirtokos család sarja. 1880-tól a Királyi Magyar Tudományegyetem joghallgatója volt. Egyetemi évei alatt egyik vezére volt az ifjúságnak. 1883-ban Kiskunhalason Pest megyei aljegyzővé választották. 1896-ban, megbetegedése miatt lépett ki a vármegyei szolgálatból.
Aktív szervezője és részt vevője volt a kiskunhalasi kulturális és közéletnek. Majd országos vezetője volt több magyar kulturális mozgalomnak, szervezetnek. 1927-ben megalakította az Országos Rákóczi Szövetséget, és egyik alapítója volt a Pusztaszeri Árpád Egyesületnek és dísztagja volt 36 amerikai magyar egyletnek. A régi magyar tánc-, öltözködés- és zenekultúra egyik kiemelkedő képviselője, a vármegyei bálok főszervezője, valamint a kuruc romantika elkötelezett híve volt.  Egyik fő irányítója annak a nemzeti irányú mozgalomnak, amely a magyar viseletnek és magyar táncoknak felújítását célozta. Mint a magyar dal és zene hivatott művelőjét, az Országos Dalár Egyesület alelnökévé választották. Dalokat írt, és saját csárdásokat alkotott, legismertebb művei: Esti dal, Volt nekem egy szép szeretőm, Csütörtök esti nóták, Huszár toborzó, Harci riadó. A Tárogató hangok cím alatt összefoglalta kuruc dalait és a Rákóczi a határon című karéneket a fejedelem hamvainak hazahozatala alkalmából irta. Ezen a nagy nemzeti gyászünnepélyen Zseny vezette a gyászmenetet, kuruc diszben, fehér mén lován, heroldok, csatlósok és apródok kíséretében.
Létesítője volt a Népligeti Sporttelepnek és hosszabb ideig elnöke volt az ottani kaszinónak. Legnagyobb érdemű munkásságát az Országos Nemzeti Szövetség társelnöki székében fejtette ki és amelynek később ügyvezető igazgatói teendőit is ellátta. 1902-ben amerikai körúton vett részt, útját a Nemzeti zászlónk Amerikában című könyvében írta le. Amerikai útjához kapcsolódik a halasi csipke nemzetközi megismertetése, mivel a küldöttség vezetőjeként ezt vitte magával protokollajándékként az akkori amerikai elnök, Theodore Roosevelt lányának, Alice Rooseveltnek. Megalapította a Magyar Amerikai Szövetséget, amely elnökévé választotta majd 1919 után megszervezte a Magyar Amerikai Társaságot, amelynek igazgatója lett. A Hollós Mátyás Társaság alelnöke és a történelmi szakosztály elnöke volt. A szegedi Pusztaszeri Árpád Egyesület örökös díszelnöke és számtalan egyesület vezetőségében foglalt helyet.

## Halála és temetése
1931. augusztus 29-én 71 éves korában agyvérzést kapott, összeesett az utcán, és a Rókus kórházban meghalt. 12 tárogató hangja mellett szeptember 2-án délután búcsúztatták a Kerepesi temető halottasháza mellett a szabad ég alatt. Koporsóját este szülővárosába, Kiskunhalasra szállították, ahol szeptember 3-án délután temették el. Sírja a kiskunhalasi új református temetőben található.
Temetéséről írták: „Tizenhat szónok, barátok, tisztelők mellett ott voltak például ők is és kurucnótákat játszottak Zseny Józsefnek, a szövetség alapító elnökének 1931. augusztus 31. temetésén, hogy mielőtt a kiskunhalasi családi kriptába vinnék az elhunyt alapító díszelnök holttestét, a temetési menettel együtt a Keleti pályaudvarig kísérjék. (Az életét és munkásságát méltató nekrológok hangsúlyozottan szóltak arról, hogy alapító elnökük, aki több kevesebb sikerrel, a zeneszerzéssel is megpróbálkozott, mennyire szerette, és éjszakákon át fáradhatatlanul hallgatta a színmagyar zeneszerzők Fráter Zoltán, Kacsóh Pongrácz, Dankó Pista stb.) szerzeményeit, s hogy ő maga, aki mindig magyar ruhában járt, valóságos apostola volt a magyaros ruházkodásnak."